# مارو إتوجي
مارو إتوجي هو لاعب اتحاد الرغبي إنجليزي،ولد في 28 أكتوبر 1994.

## وصلات خارجية
- مارو إتوجي عل موقع إسبنسكروم (الإنجليزية)
- مارو إتوجي على موقع ItsRugby.co.uk (الإنجليزية)